# Nazione Thai
Il Partito Nazione Thai (in lingua thai: พรรคชาติไทย, trascrizione RTGS: Phak Chat Thai) è stato un partito politico conservatore della Thailandia. Fu dissolto dalla corte costituzionale il 2 dicembre 2008, assieme al Partito del Potere Popolare e al Partito Matchima, per aver violato la legge elettorale alle elezioni generali del 2007. I suoi membri sono confluiti nel Partito Chartthaipattana (Sviluppo della Nazione Thai).

## Storia

### Premesse
Il partito fu l'espressione politica del clan Rajakru, la lobby che faceva capo alla famiglia Choonhavan. Il feldmaresciallo Phin Choonhavan aveva organizzato il colpo di Stato del 1947 ed aveva riabilitato l'ex primo ministro nazionalista, il feldmaresciallo Plaek Phibunsongkhram (detto Phibun). Quest'ultimo era stato uno degli artefici della rivoluzione siamese del 1932 che aveva costretto re Rama VII a concedere la costituzione, ed era caduto in disgrazia per aver trascinato il Paese nella seconda guerra mondiale al fianco dell'Impero del Giappone. La famiglia supportò la dittatura di Phibun fino al colpo di Stato del 1957 di Sarit Thanarat, che costrinse Phibun all'esilio e relegò il clan Rajakru a ruoli di secondo piano. Negli anni che seguirono, Chatichai Choonhavan e Pramarn Adireksarn, rispettivamente figlio e genero di Phin, consolidarono le redditizie attività imprenditoriali della famiglia, che rimase però emarginata dalla scena politica.
Il colpo di Stato del 1957 era stato una conseguenza della guerra fredda: negli ultimi anni di governo, Phibun aveva stretto legami con la Cina comunista nel periodo in cui gran parte del sudest asiatico era in fermento rivoluzionario. Sarit ridiede prestigio alla monarchia, messa in minoranza dopo il 1932, e creò una solida alleanza con gli statunitensi appoggiando le loro attività anticomuniste nella regione. La successiva dittatura di Thanom Kittikachorn, dal 1963 al 1973, cementò l'alleanza con gli americani, dei quali la Thailandia divenne il principale supporto nella guerra del Vietnam ottenendo in cambio notevoli finanziamenti. Il disimpegno dal conflitto delle forze armate statunitensi, siglato con gli accordi di pace di Parigi del gennaio 1973, diede slancio alle ambizioni dei comunisti indocinesi e significò per la Thailandia la fine delle sovvenzioni americane.
La crescente repressione del regime dittatoriale e le gravi condizioni economiche in cui versava il Paese, aggravate dalla crisi energetica del 1973, esasperarono la rabbia popolare. Nell'ottobre 1973, tre giorni di imponenti manifestazioni studentesche costrinsero Thanom Kittikachorn a rassegnare le dimissioni da primo ministro e a rifugiarsi in esilio a Singapore. Il suo posto fu preso dal giurista Sanya Dharmasakti, posto a capo di un governo civile di transizione dal re Rama IX, che aveva appoggiato la sollevazione. Per la prima volta dal colpo di Stato del 1947, gli alti gradi dell'esercito rimasero ai margini della formazione governativa del Paese.

### Fondazione
Il clan Rajakru approfittò della democrazia che si era instaurata e tornò ai vertici della politica, forte dell'influenza che conservava tra la fazione nazionalista dell'esercito e della società thailandese nonché della forte posizione economica che si era garantito con l'attività imprenditoriale. Il Partito Nazione Thai fu fondato da Chatichai Choonhavan e dai suoi cognati Pramarn Adireksarn e Siri Siriyothin, a quel tempo tutti maggiori generali dell'esercito. Nacque il 19 novembre 1974, in vista delle prime elezioni generali del dopo-dittatura, che erano state fissate per il 26 gennaio 1975. Il partito raccolse le forze dei nazionalisti e dei militaristi thailandesi e ricevette finanziamenti da alcuni tra i più ricchi imprenditori della Thailandia centrale, reclutati attraverso i contatti commerciali. Nazione Thai divenne ben presto il più stabile dei partiti dell'arco costituzionale. Aggiudicandosi 28 dei 269 seggi in parlamento, Nazione Thai fu il terzo partito delle consultazioni; il governo fu affidato a Seni Pramoj, il cui Partito Democratico ne aveva ottenuti 72.

### Primi incarichi governativi
L'esecutivo di Seni fu presto messo in minoranza al parlamento e diede le dimissioni; il nuovo incarico fu affidato al fratello di quest'ultimo, Kukrit Pramoj del Partito di Azione Sociale, che formò un'ampia coalizione con le destre il 14 marzo del 1975. Nazione Thai entrò così nel governo, con il leader del partito Pramarn vice-primo ministro e ministro della Difesa, mentre Siri Siriyothin fu nominato ministro dei Trasporti.
Alla perdurante crisi economica si aggiunse l'acuirsi dello scontro sociale nel paese, il movimento studentesco era deluso per la gestione del potere da parte dei nuovi governi dopo la vittoria del 1973 e le classi più povere protestavano per l'aggravarsi delle condizioni economiche del Paese. La guerriglia comunista nel nord e nel nordest del Paese si stava ingrossando e le sue operazioni militari si facevano più frequenti. Le classi abbienti chiedevano misure repressive contro il comunismo, che stava trionfando nei vicini Vietnam, Laos e Cambogia. La situazione si aggravò ulteriormente con le azioni provocatorie anticomuniste di nuove organizzazioni dell'estrema destra tra cui Nawaphon, i Gaur Rossi e gli Scout del Villaggio, organizzati dall'unità antiguerriglia dell'esercito chiamata Comando Operazioni per la Sicurezza Interna.
Con l'acutizzarsi della crisi, la coalizione si sciolse nel gennaio 1976. La grave instabilità politica indusse le forze armate a pianificare il ritorno della dittatura militare. L'ammiraglio Sangad Chaloryu, comandante in capo delle forze armate, pianificò un colpo di Stato. Un altro colpo di Stato fu quello del gruppo che faceva capo a Pramarn, composto da membri del Partito Democratico, di Nazione Thai e da ufficiali del Comando Operazioni per la Sicurezza Interna. Nei mesi che seguirono, le due cospirazioni si svilupparono senza venire a contatto tra loro.
Il Partito Democratico, spalleggiato dagli Stati Uniti e dal potente generale Krit Srivara, vinse le elezioni del 1976 e Nazione Thai, che giunse seconda, entrò nel governo di coalizione affidato a Seni Pramoj. La campagna elettorale era stata particolarmente violenta, venne funestata da 30 omicidi politici e Nazione Thai aveva lanciato lo slogan "il diritto di uccidere la sinistra". Anche il nuovo esecutivo non seppe arginare né la crisi economica né il clima di violenza instauratosi. Fu in questo periodo che Pramarn progettò il rientro dall'esilio del dittatore Thanom, sperando di provocare sommosse popolari che gli sarebbero servite da pretesto per realizzare il colpo di Stato.

### Sconfitta del movimento studentesco e restaurazione della dittatura
Thanom Kittikachorn rientrò in Thailandia il 19 settembre 1976 e gli studenti si riunirono a protestare il 30 settembre all'Università Thammasat di Bangkok. L'occupazione dell'ateneo e la protesta si protrassero nei giorni successivi, e nella riunione del gabinetto tenuta alla mattina del 6 ottobre, Pramarn dichiarò che era arrivato il momento di porre fine una volta per sempre al movimento studentesco. Quella stessa mattina, la polizia cittadina e i paramilitari di estrema destra diedero il via alla strage, che si concluse con la morte di molti dimostranti, tra i 46 e gli oltre 100 a seconda delle stime. Quello stesso giorno, una giunta presieduta dall'ammiraglio Sangad Chaloryu prese il potere, impedendo il colpo di Stato organizzato da Pramarn. Due giorni dopo, il re nominò primo ministro il presidente della corte suprema Thanin Kraivichien, che formò uno dei più feroci governi filo-monarchici ed anti-comunisti nella storia della Thailandia.

### Consolidamento e declino del partito
La giunta di Chaloryu monopolizzò la politica del Paese fino al 1980, e in tale periodo Nazione Thai rimase all'opposizione. Rientrò nelle coalizioni governative quando il governo fu affidato al generale Prem Tinsulanonda, in un periodo in cui il controllo dei militari si limitò alla monopolizzazione del senato. Fu in questi anni, chiamati di semi-democrazia, che le aziende vicine a Nazione Thai e agli altri maggiori partiti trassero immensi profitti sfruttando il potere politico per concludere vantaggiosi affari o per ottenere concessioni su lavori pubblici di primaria importanza. In cambio finanziavano i partiti stessi e in particolare le sempre più dispendiose campagne elettorali. Nel 1986, Pramarn lasciò la leadership del partito al cognato Chatichai Choonhavan, che vinse le elezioni del 1988 e fu nominato primo ministro. Fu l'unica volta che Nazione Thai ottenne la maggioranza relativa dei voti, e la consultazione segnò uno spartiacque rispetto alla politica del passato, il potere non fu più incentrato sull'autoritarismo dell'esercito, ma si servì di quest'ultimo per favorire gli interessi dei grandi capitalisti dell'industria e del commercio. Da quel momento in poi, il crescente volume di affari ruotante attorno ai politici portò ad una serie di scandali e tutti e quattro i governi che si succedettero fino al 1997 furono costretti a dimettersi.
Il governo di Chatichai fu travolto da uno di questi scandali e fu sciolto dal colpo di Stato del gennaio 1991; Chatichai fu costretto all'esilio e Nazione Thai tornò all'opposizione nel successivo governo formato dal Partito Democratico. La leadership fu affidata per un breve periodo al maresciallo dell'aviazione Somboon Rahong, nel 1992 tornò nelle mani di Pramarn Adireksarn e nel 1994 fu assegnata al ricco imprenditore Banharn Silpa-Archa, che sarebbe rimasto a capo del partito fino allo scioglimento del 2008. Dopo la vittoria nelle elezioni del 1995, Banharn divenne primo ministro in un governo in cui si coalizzarono sette partiti, ma fu coinvolto in una serie di scandali di corruzione che gli valsero il soprannome di 'signor bancomat', affibbiatogli dagli oppositori per tutti i soldi che secondo loro spese nel comprare favori. Il susseguirsi di tali scandali portò allo sfaldamento della coalizione e alle dimissioni del governo nel novembre 1996. Dopo un anno passato all'opposizione, nel 1997 Nazione Thai entrò nella coalizione di governo guidata da Chuan Leekpai, leader del Partito Democratico.

### Durante i governi Thaksin
La stagione degli scandali influì sulle elezioni del 2001, in cui Nazione Thai si aggiudicò solo 41 dei 500 seggi. Era ancora il terzo partito ma per la prima volta era surclassato dai vincitori. Il successo premiò con 248 seggi il Partito Thai Rak Thai dell'imprenditore Thaksin Shinawatra, che formò un governo di coalizione comprendente Nazione Thai. La politica populista di Thaksin garantì a Thai Rak Thai il crescente consenso dell'elettorato e nelle consultazioni del 2005 si registrò uno schiacciante successo del partito, che per la prima volta nella storia del Paese ottenne la maggioranza assoluta dei seggi. Il nuovo governo fu formato dal solo Thai Rak Thai, mentre Nazione Thai conquistò 26 seggi e andò all'opposizione.
Il secondo mandato di Thaksin fu caratterizzato dallo scontro aperto tra il suo partito e la vecchia burocrazia del Paese, i sospetti e le illazioni portate avanti dalla stampa e da una parte dell'opinione pubblica lo spinsero a presentare le dimissioni ed i thailandesi tornarono alle urne nell'aprile del 2006. L'inaspettata decisione del premier colpì di sorpresa le opposizioni, i cui tre maggiori partiti - il Democratico, Nazione Thai e il Grande Partito del Popolo - si dichiararono incapaci di preparare una campagna elettorale in tempi ristretti e boicottarono le votazioni. Su pressioni dell'opposizione, la corte costituzionale dichiarò in seguito invalide le elezioni e furono fissate nuove votazioni per l'ottobre successivo; al dimissionario Thaksin fu confermata la guida del governo provvisorio.
Il colpo di Stato del 19 settembre 2006, portato a termine mentre Thaksin si trovava all'estero, fu organizzato da una giunta militare che annullò le imminenti elezioni, abrogò la costituzione, dissolse il parlamento e la corte costituzionale, bandì ogni attività politica, instaurò una legge marziale e fece arrestare membri dell'esecutivo. Accusato di svariati reati, il primo ministro rimase all'estero dichiarando di essere un perseguitato politico. La giunta rimase al potere un anno e le nuove elezioni si tennero il 23 dicembre 2007. Thai Rak Thai era stato disciolto nel maggio precedente ed i membri del vertice del partito erano stati banditi dalla politica attiva per cinque anni. I suoi militanti si ricompattarono nel Partito del Potere Popolare, che si aggiudicò 233 dei 480 seggi ed il suo leader, Samak Sundaravej, formò un governo di coalizione a cui aderì Nazione Thai, che aveva conquistato 37 seggi.

### Scioglimento
Samak Sundaravej fu accusato di aver ricevuto un compenso per una sua apparizione televisiva e per questo motivo la corte costituzionale lo sollevò dall'incarico il 9 settembre 2008; il suo posto fu preso da Somchai Wongsawat, cognato di Thaksin. Nel dicembre successivo, I tre partiti della coalizione di governo, quello del Potere Popolare, Nazione Thai e Matchima, furono disciolti dopo che la corte costituzionale aveva riconosciuto i loro vertici responsabili di frodi elettorali nelle consultazioni del dicembre 2007. Il capo di Nazione Thai Banharn Silpa-Archa e gli altri membri della direzione furono banditi dalla vita politica per cinque anni, come i vertici degli altri due partiti.
I militanti di Nazione Thai confluirono quindi nel Partito Sviluppo della Nazione Thai, il cui leader era Chumpol Silpa-Archa, figlio di Banharn. La nuova compagine entrò a far parte della coalizione di governo formata nel dicembre del 2008 da Abhisit Vejjajiva, il capo del Partito Democratico, ed entrò poi nella coalizione del 2011 di Yingluck Shinawatra, sorella di Thaksin e candidata del Partito Pheu Thai.

## Presidenti di Nazione Thai
- Maggior generale Pramarn Adireksarn (1974-1986)
- Generale Chatichai Choonhavan (1986-1991)
- Maresciallo dell'aria Somboon Rahong (1991-1992)
- Maggior generale Pramarn Adireksarn (1992-1994)
- Banharn Silpa-Archa (1994-2008)